# Une vraie jeune fille
Ne doit pas être confondu avec Une jeune fille ou Une vraie fille.
Pour plus de détails, voir Fiche technique et Distribution.
Une vraie jeune fille est un film français réalisé par Catherine Breillat en 1975.

## Synopsis
Alice, une adolescente d'une quinzaine d’années, vient passer les grandes vacances d'août 1963 chez ses parents dans les Landes. Esseulée, entre une mère frustrée et un père grossier, elle épanche dans son journal intime ses états d'âme et les troubles qu'engendre sa sexualité. L'arrivée du jeune et beau Pierre-Évariste Renard, alias « Jim », le nouvel employé de la scierie de son père, exacerbe ses désirs. Alice va s'employer à le séduire, ayant décidé qu'il sera son premier amant. Mais Jim, déjà fiancé, résiste à ses avances, ce qui la fait d'autant plus fantasmer en imaginant leurs jeux érotiques, voire sadomasochistes.
Elle arrive finalement à obtenir un rendez-vous nocturne avec lui, mais ses parents, ayant découvert son stratagème, l'empêchent de sortir. Pour la rejoindre dans sa chambre, Jim tente d’emprunter un chemin détourné et meurt dans un piège tendu aux sangliers pour les empêcher de pénétrer dans le champ de maïs.

## Fiche technique
- Titre original : Une vraie jeune fille
- Réalisation :	Catherine Breillat
- Scénario et dialogues : Catherine Breillat d'après son roman Le Soupirail (Éditions Guy Authier, 1974)
- Musique : Mort Shuman
- Chansons : paroles de Catherine Breillat et musique de Mort Shuman, interprétées par Catherine Breillat : 
  - Ma petite amie a fichu le camp
  - Le danger c'est de trop aimer
  - Suis-je une petite fille ?
  - Electric Guitar
- Photographie : Pierre Fattori, Pierre Daert
- Son : Guy Chichignoud, Bernard Mangière
- Montage : Annie Charrier, Michèle Quevroy
- Direction artistique : Catherine Breillat
- Décors : Catherine Breillat
- Costumes : Catherine Breillat
- Maquillage : Catherine Breillat
- Production : André Genovès
- Production déléguée : Pierre-Richard Muller
- Sociétés de production : Artedis, Art et Gestion Cinématographiques, CB Films (Catherine Breillat Films), CNC, Les Films de La Boétie
- Société de distribution : Rezo Films, Pyramide International, Boomerang Productions
- Pays de production :  France
- Langue originale : français
- Lieux de tournages : Landes (France)
- Format : couleur — 35 mm — 1.66:1 — son monophonique
- Genre : drame
- Durée : 94 minutes
- Dates de sortie :
  - Pays-Bas : 4 février 1999 au Festival international du film de Rotterdam
  - France : Première sortie en 1975, puis retiré du circuit de distribution[2]. Deuxième sortie le 28 avril 1999 puis re-sortie le 9 février 2000[1]
  - États-Unis : 1er juin 2001
- Mention CNC : interdit aux moins de 16 ans

## Distribution
- Marie-Hélène Breillat (voix off) : voix d'Alice / la narratrice
- Charlotte Alexandra : Alice Bonnard
- Hiram Keller (doublé par Bernard Murat) : « Jim » Pierre-Évariste Renard
- Rita Maiden : Madame Bonnard, la mère
- Bruno Balp : Monsieur Bonnard, le père
- Georges Guéret : Martial
- Shirley Stoler : l'épicière
- Alexandra Gouveia : Martine
- Carmelo Petix : l’exhibitionniste
- Christian Valentin : le chanteur

## Accueil

### Accueil critique
- Danièle Heymann[3] : « La Breillat n'avait peur de rien, rarement aura-t-on vu d'aussi près, avec une telle justesse brutale, « à quoi rêvent les jeunes filles », on va loin, à l'ouvert, au gluant, à l'obscène innocent, les dialogues sont souvent inaudibles, surchargés de bruits. Mais tout imparfait qu'il soit le voyage de la petite Alice au pays sans merveilles des adultes concupiscents vaut le détour. Moins élaboré, sophistiqué et retors que Romance, Une vraie jeune fille est un objet daté, mal élevé, mais somme toute assez tendre. Et qui effraye encore : fait désormais extrêmement rare, il est interdit aux moins de 16 ans. C'est tout à son honneur. »
- Brian Price décrit le film comme peu commode et vraiment provocateur avec ses images mélangées de sexe, de boue et d'animaux. Il le définit comme une « pornographie littéraire » (un concept créé par Linda Williams). Il ajoute qu'après avoir vu ce film, avec ses scènes dégoûtantes et choquantes de fantasmes érotiques, vous pouvez comprendre la philosophie de cinéma de Breillat : la sexualité est le sujet, et non pas l'objet de ses œuvres[4].
- Pour Lisa Alspector, les théories de la sexualité et des blessures psychologiques sont plus subtiles et naturelles dans ce film de Breillat que dans d’autres qui traitent du même sujet. Elle mentionne l'enchevêtrement des rêves et des scènes réalistes de la vie quotidienne[5].
- John Petrakis note que Breillat est sidérée par l'idée que les jeunes filles n'ont pas le droit de vivre leurs transformations pubères en privé et qu'elles devraient les vivre aux yeux de tous[6].
- Dana Stevens pense que, malgré ses aspects choquants et peu policés, ce film est vraiment onirique (dans le sens où il montre l'importance des rêves)[7].
- Maitland McDonagh indique que le film décrit les expériences des adolescents, et même leurs mauvaises expériences, avec une grande intensité[8].
- David Sterritt précise qu'après avoir vu ce film, on peut comprendre le développement artistique de Breillat et pourquoi elle est devenue une cinéaste renommée.
- Christopher Null prévient les spectateurs qu'ils doivent se préparer à voir plusieurs images choquantes : vomissements et fantasmes bizarres. Null avoue que ce film, malgré sa qualité modeste et ses erreurs techniques, est une œuvre poétique[9].
- Studio parle de « bombe à retardement, [de] brûlot où [Breillat] dissèque sans baisser les yeux les rapports conflictuels entre honte et plaisir, sexe et famille, morale et désir »[10].

## Autour du film

### Premières réalisations
- C'est la première réalisation de Breillat, une adaptation de son quatrième roman, Le Soupirail. À cause de la faillite de son producteur, le film n'a pu être distribué qu'en 1999[2]. Tourné en 1975, il a été sonorisé en post-production[10].
- Breillat réalise ou écrit souvent des œuvres qui traitent de la vie émotionnelle et sexuelle des jeunes femmes, vue par des femmes. Ses films comportent fréquemment des scènes d'activités sexuelles. Plusieurs d'entre eux ont suscité des controverses ; lors des années 1980, 36 Fillette a provoqué un scandale avec son histoire d'une fille de 14 ans séduite par un homme de quarante[11].